# Advanced Soaring Concepts Apex

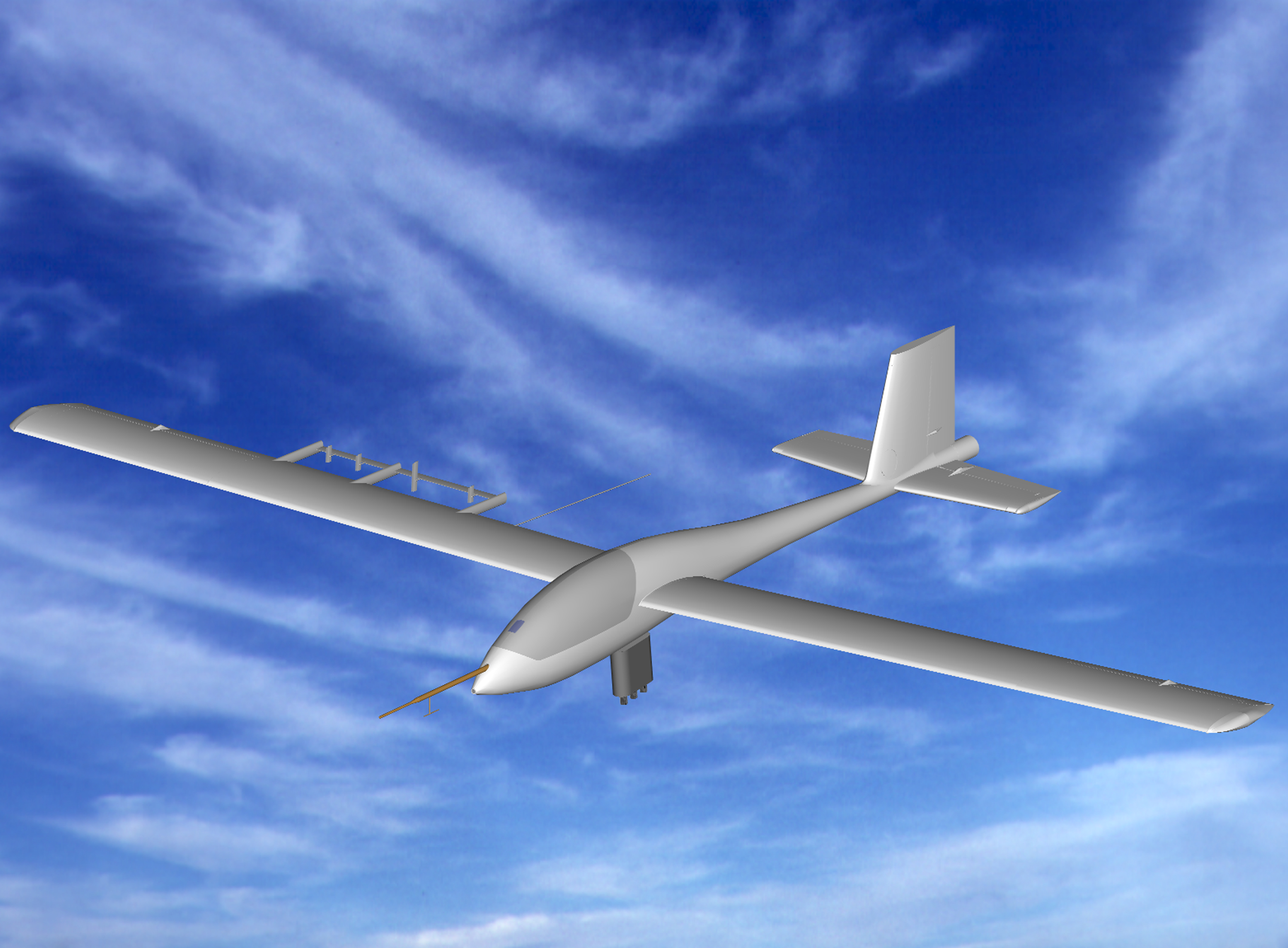
ASC Apex

L'Apex était un projet de planeur sans pilote étudié par Advanced Soaring Concepts pour les besoins de la NASA dans le cadre d’un programme de recherches sur les phénomènes aérodynamiques à très haute altitude.
Le Programme de vol à haute altitude Apex fut lancé par le Dryden Flight Research Center de la NASA  pour tester les comportements aérodynamiques de vols subsoniques à des altitudes voisines de 30 500 m, donc dans un air raréfié. Il s’agissait en fait de tester de nouveaux profils de voilure soit pour des avions évoluant à très haute altitude soit pour l’avion martien projeté par la NASA pour faciliter l’exploration de la planète rouge. Un ballon stratosphérique devait donc élever jusqu’à 32 000 m un planeur sans pilote, suspendu par la queue. Largué dans cette position verticale, le planeur devait passer en vol horizontal vers 29 000 m avec l’aide d’un moteur-fusée.
Monoplan à aile médiane, le planeur Apex devait utiliser un profil d’aile spécialement dessiné par le Dr. Mark Drela, du Massachusetts Institute of Technology. Un ‘capteur de vague’ destiné à mesurer la trainée en arrière de l’aile devait permettre d’en étudier le comportement. Les premiers vols étaient prévus pour 1998, mais le programme prit du retard. En janvier 1999 le planeur était en cours de construction et on annonçait sa livraison au Dryden Flight Research Center pour fin mars ou début avril…mais le programme avait été gelé entre-temps par la NASA. Relancé en 2000, le projet Apex fut finalement abandonné moins d’un an plus tard. La NASA obtiendra les données recherchées sur les vols à très haute altitude en 2003 avec l’avion solaire Helios.